# Dapanoptera richmondiana
Dapanoptera richmondiana là một loài ruồi trong họ Limoniidae. Chúng phân bố ở miền Australasia.